# Памятник защитникам Смоленска 1812 года
Памятник защитникам Смоленска 4-5 августа 1812 года — одна из достопримечательностей Смоленска, увековечившая память о Смоленском сражении 1812 года. Официально монумент называется так: «Памятник защитникам Смоленска 4-5 августа 1812 года». Он расположен в Лопатинском саду и знаком каждому смолянину. Автор проекта — Антонио Адамини.

## История создания
В 1835 году Николай I повелел установить 16 типовых чугунных монументов в местах важнейших сражений. Памятники были разбиты на три класса; памятник 1-го класса должен был быть установлен на Бородинском поле — на батарее Раевского; памятники 2-го класса планировалось установить в Тарутине, Малоярославце, Красном, Студенке, Клястицах, Смоленске, Полоцке, Чашниках, Кулаково и Ковно, памятники 3-го класса — в Салтановке, Витебске, Кобрине, Вязьме; место установки одного памятника осталось неизвестным. Одновременно утверждался проект. Из нескольких вариантов всеобщее одобрение получил проект итальянского архитектора Антонио Адамини. Главой комиссии по возведению памятников был назначен министр финансов граф Е.Ф. Канкрин. Установлено было только семь памятников: на Бородинском поле, в Смоленске, Красном, Ковно, Полоцке, Клястицах и Малоярославце. 
Памятник, явившийся первым монументом в честь Отечественной войны 1812 года в Смоленске, был открыт в день 29 годовщины освобождения города от французских завоевателей — 5 ноября 1841 года. Открытие памятника сопровождалось праздничным богослужением, крестным ходом, торжественным обедом для губернской элиты и балом.

## Описание монумента

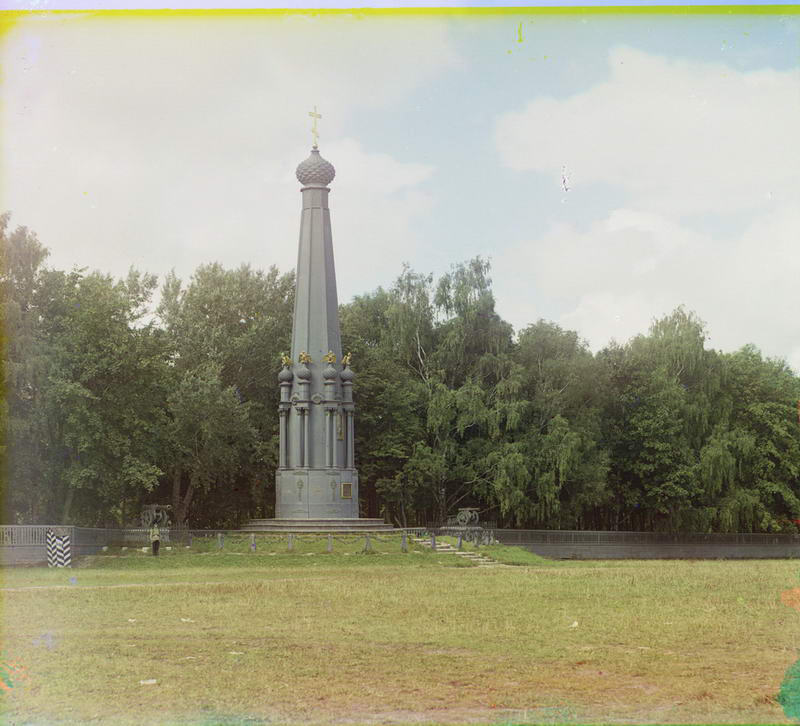
Памятник защитникам Смоленска. Фото 1912 года.

Памятник отлит из чугуна в Петербурге на Александровском литейном заводе. Его высота — около 26 метров, а общий вес — около 300 тонн. Во время установки монумент располагался на плац-парадной площади, где проходили военные учения, парады и торжественные молебны смоленского гарнизона.
Памятник имеет вид высокой многогранной пирамиды на круглом ступенчатом основании, вокруг пирамиды размещены 8 пар колонн с позолоченными орлами. Пирамида заканчивается главой в форме луковицы с бронзовым позолоченным крестом. Вверху, в промежутках между колоннами, помещены художественные изображения медалей 1812 г.
На восточной стороне, между двумя парами колонн, в особой нише, дано изображение Смоленской Божией Матери Одигитрия. Ниже иконы укреплена металлическая доска с рельефным планом Смоленского сражения (копия; подлинная из цветного металла утрачена в годы войны 1941 – 1945 гг.). На цоколе сделаны надписи: названы фамилии генералов, которые командовали русскими войсками, защищавшими Смоленск; обозначено число сражающихся и павших под Смоленском воинов с обеих сторон. На гранях между надписями расположены восемь рельефных изображений мечей.
В 1856 году при рытье фундамента под здание мужской гимназии были найдены две французские пушки. Их установили в 1873 г. по сторонам памятника на лафетах, специально отлитых на Брянском арсенале. На лафетах сохранились надписи: «1873 г. Сооружена чинами Брянского арсенала при содействии генералов: Баранцева, Годолина и Шпаковского». Вокруг постаментов – железная ограда.
В 1919—1928 гг. у памятника похоронили большевика-печатника В. И. Смирнова, председателя губкома РКСМ Е. И. Гарабурду, работник Народного комиссариата труда СССР В. З. Соболева, в 1970-е гг. сюда перенесли останки секретаря Смоленского обкома ВКП(б) Г. И. Пайтерова, погибшего в 1942 г в Дорогобужском районе. У монумента образовался, таким образом, своеобразный некрополь бойцов революции.
В годы Великой Отечественной войны гитлеровские войска обезобразили памятник. Обе пушки были вывезены. Одну из них найти не удалось, и на её месте установлена другая.
На месте площади в послевоенное время посадили деревья, и она превратилась в один из уголков парка с величественным памятником на центральной аллее.